# 1820 w polityce

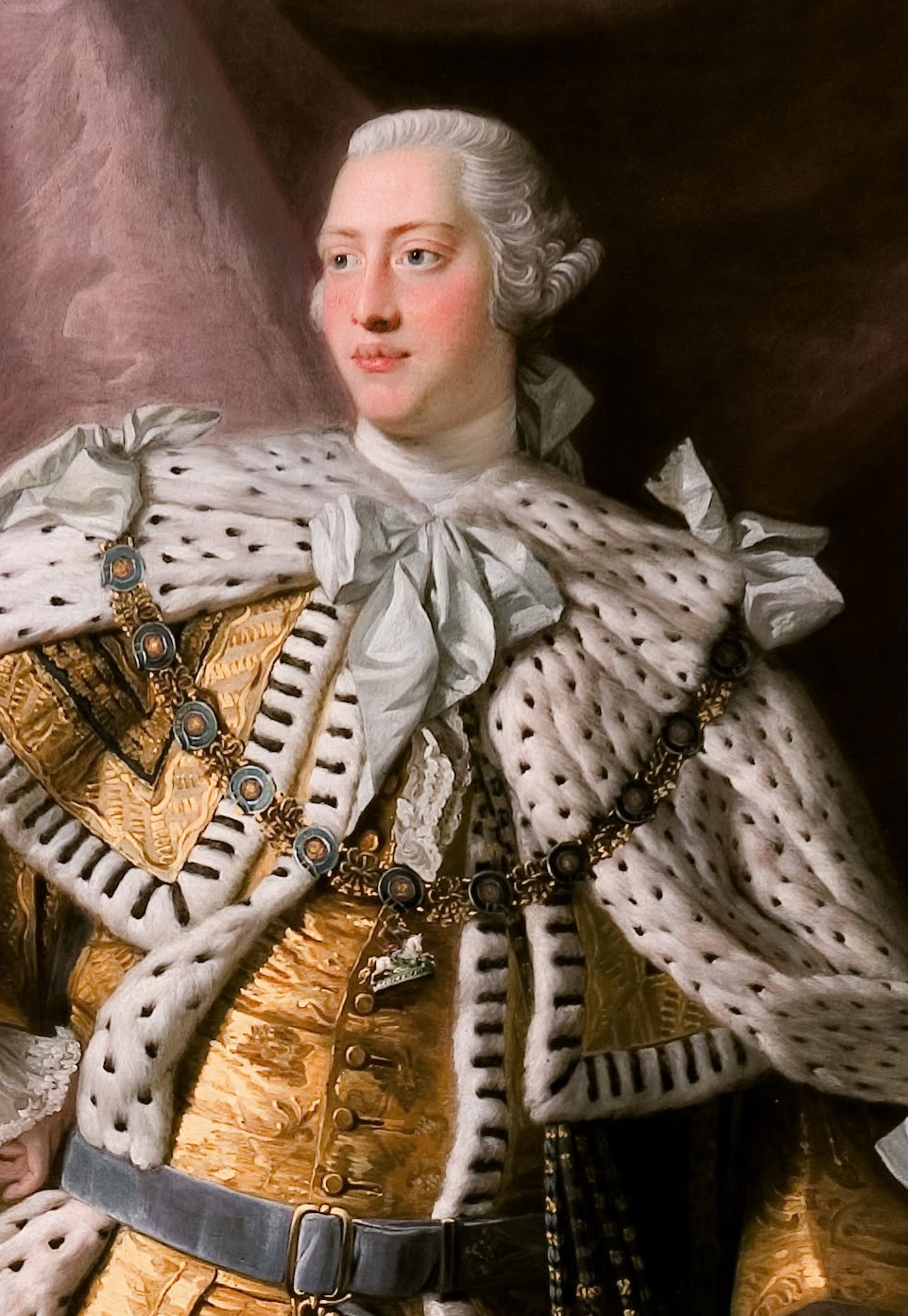
Jerzy III Hanowerski, król Wielkiej Brytanii

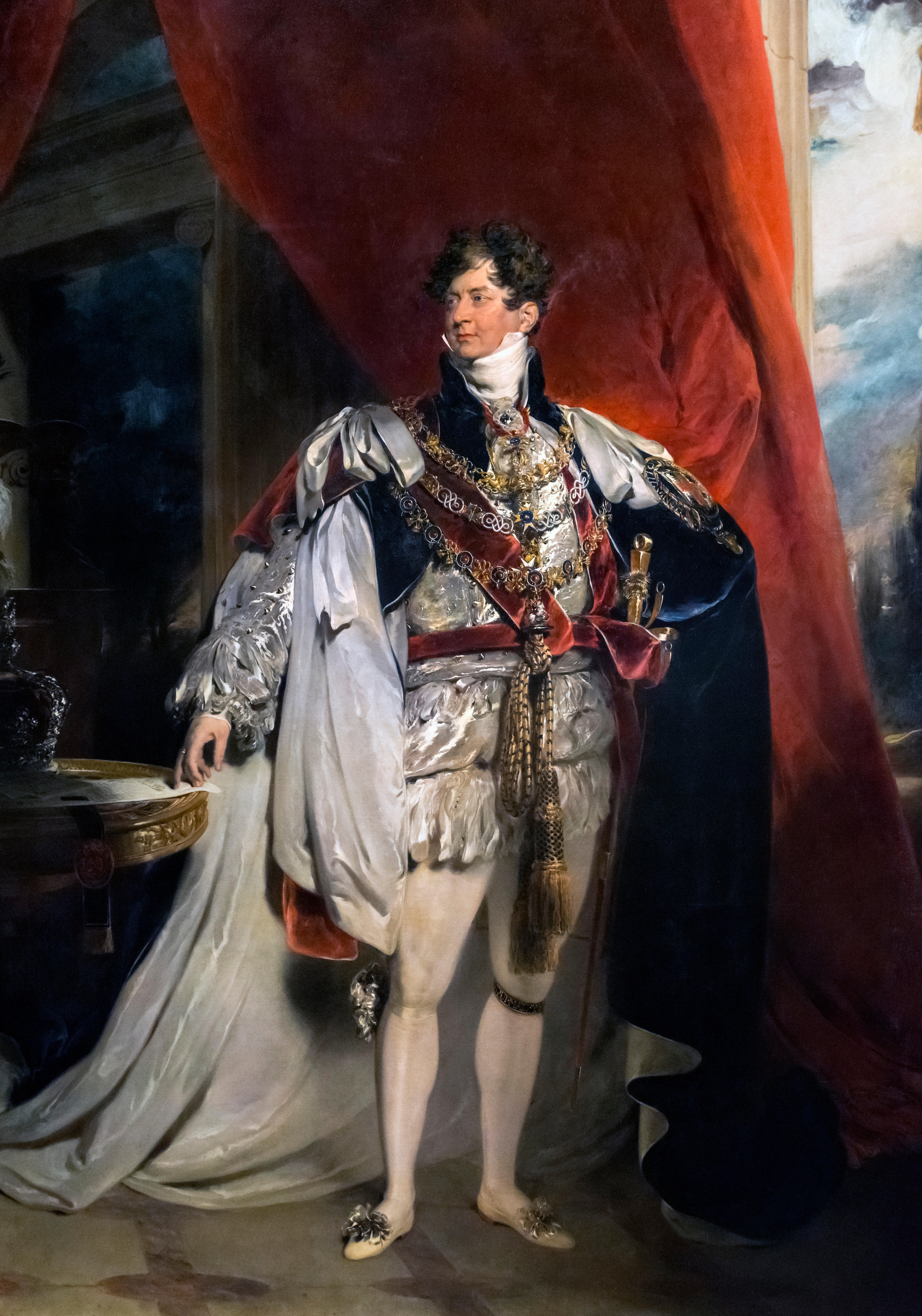
Jerzy IV Hanowerski

Wydarzenia polityczne w 1820 roku.

## Wydarzenia
- Jerzy IV Hanowerski obejmuje tron Wielkiej Brytanii[1].

## Urodzili się
- 8 lutego William Sherman, amerykański generał[2].

## Zmarli
- 29 stycznia Jerzy III Hanowerski, król Wielkiej Brytanii[3].